# Werda
Werda é um município da Alemanha, situado no distrito de Vogtlandkreis, no estado da Saxônia. Tem 13,56 km² de área, e sua população em 2019 foi estimada em 1.492 habitantes.